# Небелівка (протомісто)

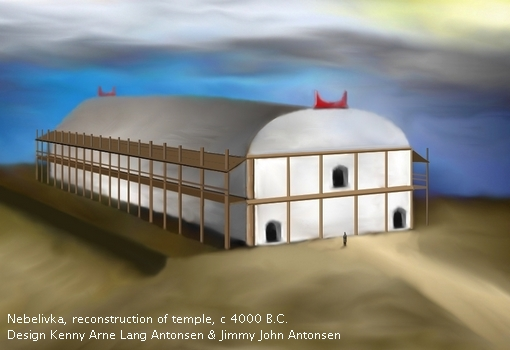
Реконструкція трипільського храму, Небелівка,
бл. 4000 років до н. е.

Небелівка — поселення-протомісто трипільської культури (етап ВІІ, небелівська група) IV тисячоліття до н. е., розташоване неподалік села Небелівка Новоархангельського району Кіровоградської області. Воно розташоване на правому березі річки Небелівка, лівої притоки Ятрані. Є другим за площею поселенням трипільської культури (до 300 га) після Тальянок (близько 400 га).

## Історія дослідження
Поселення було відкрите в результаті досліджень, що проводив співробітник Уманського краєзнавчого музею, відомий краєзнавець Василь Стефанович на початку 1960-х років. В подальшому поселення досліджував з допомогою аерофотозйомки топограф Шишкін К. В. У 1980-ті роки на поселенні працювала експедиція Інституту Археології АН УРСР під керівництвом М. М. Шмаглія та В. О. Круца. В результаті дешифрування аерофотознімків та археологічних розвідок площу поселення було визначено в 300 га.
Починаючи з 2008 року на поселенні розпочала роботу україно-британська археологічна експедиція  Інституту археології НАН України (керівник — старший науковий співробітник Інституту археології НАН України, доктор історичних наук М. Ю. Відейко) та Департаменту археології Даремського університету Великої Британії (керівник — викладач університету Дж. Чапман). Даний спільний проєкт українських та британських учених носить назву «TRYPILLIA MEGA-SITE». В дослідженні даного трипільського поселення беруть участь учені з інших країн, зокрема, Болгарії.

## Опис поселення
Поселення займало площу до 300 га. Тут містилося 1 500 будівель, загальна кількість жителів становила до 7 тис. осіб. За площею та кількістю жителів це було найбільше поселення того часу в усій Європі.
Житла розміщувалися кількома концентричними колами з квартальною забудовою в центрі. З південного боку був наявний в'їзд з розміщеними з боків рядами будівель. Усе поселення було оточене дерев'яним палісадом.
На території поселення було розкопано перший трипільський храм. Він є найбільшою спорудою трипільської культури, дослідженою археологами за весь період вивчення даної археологічної культури. Його площа становила близько 1200 м², розміри — 20×60 м. Споруда складалася з двох поверхів, з боків мала одноповерхову прибудову.
На першому поверсі було розкопано 7 вівтарів хрестоподібної форми з округлими краями. Найбільший з них (4х3 м) містився навпроти парадного входу та був прикрашений концентричними коламих діаметром близько 1 м. Також тут же містилося велике глиняне корито — 2×2,5 м, кам'яні зернотертки. Все це ймовірно використовувалося для магічних ритуалів.
Вздовж стін другого поверху розміщувалося підвищення та 5 великих посудин з рештками перепалених кісток тварин.
Міжповерхове перекриття було виготовлене з колотого дерева. Балки були скріплені мотузками, сліди якої було знайдено на рештках глиняної обмазки. По периметру храму було знайдено глиняні фігурки.
В центрі поселення було розкопано великий глиняний горн, що є найдавнішою подібною знахідкою в Європі. Поряд з ним розміщене місце, з якого стародавні трипільці добували глину для власних потреб, зокрема для виготовлення посуду.
Трипільська кераміка трипільського поселення Небелівка представлена кухонним та столовим посудом. Кухонний виготовляли з червонуватої глини (наявні домішки піску та товченої черепашки). Він прикрашений та орнаментований насічками, розчосами, штампами, вдавленнями.
Більш численними є знахідки столового посуду. Він був виготовлений з високоякісної глини, поверхня ззовні вкрита ангобом жовто-червоного кольору та заглибленим орнаментом або розписом з використанням темно-коричневої фарби. Форми посуду — миски (конічні, напівсферичні та зооморфні), кубки, горщики, грушоподібні, біконічні та біноклеподібні посудини, покришки.
Під час розвідок на території поселення знайдено антропоморфні жіночі статуетки, глиняні конічні фішки (використовувалися для лічби).
Сировина кам'яних знарядь праці Небелівського поселення (ножі, різцеподібні знаряддя, пластини з ретушшю) представлена кременем місцевого походження, зокрема з території трипільського протоміста Володимирівка, розташованого неподалік, та з території Волині.
Ознайомитися із знахідками, виявленими під час дослідження поселення Небелівка, можна в експозиції Кіровоградському краєзнавчому музеї (тут, зокрема, зберігається відреставрований великий хрестоподібний вівтар з трипільського храму), Новоархангельському районному краєзнавчому музеї (фрагменти подіума).